# 알도 패리소
알도 패리소(영어: Aldo Parisot, 1918년 9월 30일 ~ 2018년 12월 29일)은 브라질 태생의 미국 첼로 연주자이다.

## 생애
브라질 나타우에서 태어났다. 7세 때부터 양부 토마초 바비니(Tomazzo Babini)로부터 첼로를 배웠고, 12세에 처음 무대에 섰다. 1946년 미국에 이주했다. 이후 전 세계를 대상으로 투어를 돌았는데, 탄탄한 기교와 풍부한 감성으로써 평론계의 찬사를 받았다.
예일 대학교 음악대학원 교수로 재직하였다.